# Jan Bobrzyński
Jan Bobrzyński (ur. 14 września 1882 w Krakowie, zm. 3 września 1951 w Krakowie) – polski publicysta i działacz konserwatywny, z wykształcenia chemik. Syn Michała Bobrzyńskiego, historyka i prawnika oraz Zofii z Cegielskich.

## Życiorys
Lata dzieciństwa spędził w Krakowie. Miał dwoje rodzeństwa - młodszego brata Władysława, zmarłego w wieku 20 lat, oraz siostrę Marię. Szkołę średnią ukończył we Lwowie, gdzie jego ojciec, jako namiestnik Galicji sprawował urząd prezydenta Rady Szkolnej Krajowej. Następnie podjął studia filologiczne na Uniwersytecie Jagiellońskim, z których jednak po roku zrezygnował i przeniósł się do Karlsruhe, gdzie podjął studia na Wydziale Chemii tamtejszej Politechniki. Studia doktoranckie podjął na Uniwersytecie w Grazu. 
W trakcie I wojny światowej służył w armii austriackiej. Na froncie przebywał do sierpnia 1917 roku, kiedy to został tymczasowo przeniesiony do Ministerstwa Robót Publicznych. Po wojnie miał objąć stanowisko dyrektora rafinerii w Drohobyczu, jednak koniec wojny i rozpad Austro-Węgier zmienił te plany. Jeszcze w trakcie pobytu w Wiedniu ożenił się z Marią z Paygertów. W maju 1918 roku wyjechał wraz z żoną do Zakopanego, gdzie urodził się jego syn, Michał. 
Po powrocie do kraju początkowo przebywał z rodziną w Krakowie. Następnie udał się do Warszawy i rozpoczął pracę w Ministerstwie Przemysłu i Handlu. 

## Działalność polityczna
W maju 1926 r. przebywał w Krakowie, gdzie zarząd Stronnictwa Prawicy Narodowej zaproponował mu zorganizowanie grupy konserwatywnej wraz z Józefem Targowskim, która miała być w bliskim związku ze Stańczykami. Kontakt nawiązał z Targowskim oraz Wojciechem Rostworowskim w Warszawie, gdzie zajęli się formowaniem nowego stronnictwa politycznego. Po zapoznaniu się z akcją Zdzisława i Kazimierza Lubomirskich, mającej na celu zorganizowanie grupy ziemiańskiej, która miała współpracować z Piłsudskim, Bobrzyński postanowił, że jego stronnictwo polityczne będzie miało charakter autonomiczny wobec decyzji Lubomirskich, czym zyskał sobie przychylność takich postaci jak Janusz Radziwiłł czy Artur Dobiecki. 
Pomimo tej decyzji nadal uczestniczył w spotkaniach w pałacu Lubomirskich. 16 czerwca wszedł w skład zarządu organizacyjnego Stronnictwa Prawicy Narodowej. 26 czerwca brał udział w zjeździe zorganizowanym przez tzw. komisję dziewięciu. Na tym zjeździe utworzono Związek Zachowawczej Pracy Państwowej, w którym Jan Bobrzyński był członkiem tymczasowego zarządu. 16 listopada wygłosił referat O celach i zadaniach krakowskiej szkoły konserwatywnej, na walnym zgromadzeniu warszawskiego SPN w pałacu Janusza Radziwiłła. 6 grudnia odbył się zjazd przedstawicieli trzech oddziałów SPN w Krakowie, na którym dokonano zmian w statucie, m.in. utworzono Radę Naczelną, która miała nadzorować działalność wszystkich oddziałów. Sekretarzem Generalnym Rady został Jan Bobrzyński.
Na początku 1927 r. w ramach rozmów między SPN a Monarchistyczną Organizacją Wszechstanową ustalono komisję łącznikową, której stał się członkiem. Dodatkowo zaczął w tym samym okresie propagowanie tzw. Frontu Gospodarczego, której założeniem było nawiązanie do klasycznych liberalistycznych poglądów na temat rozwoju gospodarczego w ustroju kapitalistycznym, m.in. poprzez zlikwidowanie etatyzmu i utrzymanie wolności konkurencji na rynku. Doktryny te przedstawił dokładnie 30 maja na zebraniu SPN oraz opublikował je w "Dzienniku Polskim" i "Dzienniku Poznańskim". W dniach 14-16 września brał udział w zjeździe grup konserwatywnych w Dzikowie. Startował w wyborach parlamentarnych w 1928 r., z listy Monarchistycznej Organizacji Wszechstanowej. Narastająca niechęć do Bobrzyńskiego oraz spory w SPN sprawiły, że podał się tymczasowo do dymisji jesienią 1929 r. Konflikt w partii został jednak zażegnany przez Tarnowskiego i Radziwiłła. 
Po okresie rozłamu w środowisku konserwatywnym po 1930 r. Bobrzyński planował założenie kolejnych dwóch oddziałów SPN w Zamościu i Kaliszu. Po niepowodzeniu tych działań postanowił zaangażować się w prowadzenie działalności wydawniczej własnego pisma "Nasza Przyszłość". W piśmie tym otwarcie krytykował współpracę niektórych środowisk konserwatywnych z BBWR. W 1930 r. założył Koło Przyjaciół "Naszej Przyszłości", które w listopadzie 1934 r. zostało przekształcone w Związek Polskiej Myśli Państwowej. Bobrzyński podjął również kilka samodzielnych inicjatyw w ramach swojego pisma. Nawiązał kontakty z ukraińskimi kręgami prawicowo-konserwatywnymi i w ramach tej współpracy wydał szereg dodatków, jak np. "Przegląd Polsko-Ukraiński" i "Miesięcznik Naukowy Polsko-Ukraiński". W 1934 zmienił nazwę pisma na "Trybuna polskiej myśli naukowej", co było odpowiedzią na zmiany w obozie konserwatywnym i utworzeniem jednej organizacji, do której już Jan Bobrzyński nie wstąpił. 
W trakcie II wojny światowej pracował w Radzie Głównej Opiekuńczej, popadł jednak w konflikt z hrabią Adamem Ronikierem. Następnie nawiązał współpracę z Kazimierzem Morawskim oraz Jerzym Osmołowskim. 
W lipcu 1945 roku rozpoczął pracę w Instytucie Gospodarstwa Wiejskiego w Puławach. Następnie podjął pracę w Zakładach Chemicznych w Oświęcimiu, gdzie pracował do swojej śmierci w 1951 roku. 

## Najważniejsze publikacje
Był autorem wielu prac z dziedziny polityki i chemii. Do najważniejszych należą:
- Na przełomie polskiego przemysłu: studyum ekonomiczne, Warszawa 1919.
- Na drodze walki: z dziejów odrodzenia myśli konserwatywnej w Polsce, Warszawa 1928.
- Monopole w Polsce, Warszawa 1919.
- Sprzeczności idei demokratycznej, Warszawa 1929.
- Odrodzenie państwa przez objektywizm gospodarczy, Warszawa 1927.